# 佐々木梅治
佐々木 梅治（ささき うめじ、1945年3月6日 - ）は、日本の俳優、声優。北海道常呂郡置戸町出身。劇団民藝所属。

## 人物
北海道北見北斗高等学校、立命館大学経営学部卒業。1973年に劇団民藝入団。
妻が早稲田通りの神楽坂で居酒屋を経営している女将であり、その様子は2015年4月20日放送の『吉田類の酒場放浪記』と2018年11月9日放送の『おんな酒場放浪記』にて紹介されており、佐々木本人も僅かながら出演している。

## 出演

### テレビドラマ
- NHK水曜時代劇 御宿かわせみ 第2シリーズ 第1話「恋ふたたび」（1982年、NHK）
- 東芝日曜劇場 ふるさとは祭り（1982年、TBS）
- 月曜スター劇場 パパになりたかった犬 第1話（1984年、日本テレビ）
- 火曜サスペンス劇場「ガラスの家族」（1985年、日本テレビ）
- 忠臣蔵 風の巻・雲の巻（1991年、フジテレビ）
- 連続テレビ小説 かりん（1994年、NHK）
- 月曜ドラマスペシャル 退職刑事の事件帳3 「知床・忍路・殺人旅行」（1995年、TBS）
- 大河ドラマ 秀吉（1996年、NHK）

### 映画
- みつばちの大地（2012年） - みつばこ、マークス・イムホーフ監督の声
- 掟（2024年）[6] - 熊田新次郎

### 舞台
- 劇団民藝公演
  - 「きぬという道連れ」（1974年）
  - 「謀殺 下山事件」（1975年） - 秋谷教授
  - 「すててこ てこ てこ」（1982年）
  - 「帯の短し」（1996年） - 木村
  - 「波のまにまに お吉」（1997年） - 二人の侍、吉を連れてきた男
  - 「さよならパーティ」（2001年） - 杉増美
  - 「るつぼ」（2002年） - イズキエル・チーヴァ
  - 「父と暮らせば」（2004年）
  - 「火山灰地」（2005年） - 波多野、村人
  - 「涙」（2007年） - 萄子の父
  - 「言葉」（2009年） - アハロン
  - 「ヒトジチ」（2015年） - パット
  - 「ミツバチとさくら」（2024年） - 長岡孝雄[7]
  - 「聴衆0の講演会」（2025年） - 魚トク[8]
- わらび劇場ミュージカル公演「山神様のおくりもの」（1999年） - 繁蔵 ※客演
- メメントC第9回公演「ダム」（2014年）
- こころで聴く三島由紀夫III「綾の鼓」（2014年） - 岩吉
- 遊戯空間公演「鏡花×劇 草迷宮」（2015年）
- 劇団東演第148回公演「琉球の風」（2016年、東演パラメータ） - 島袋孝雄
- 劇団文化座147回公演「びっくり箱」（2016年、シアターX）
- 世田谷パブリックシアター開場20周年記念公演「子午線の祀り」（2017年）

### 吹き替え

#### 俳優
イム・ヒョンシク
- イ・サン（ウムダム）
- オールイン 運命の愛（キム・チス）
- 宮廷女官チャングムの誓い（カン・ドック）
- チェオクの剣（チョン〈商人〉）

ジョン・アイルワード
- スターゲイト SG-1（ナダル大統領）
- ハーモニーベイの夜明け（キーファー署長）
- ふたりは最高!ダーマ&グレッグ シーズン5 #17（ケネス・キンケイド）

ジョン・ビリングズリー
- インテリジェンス（シェネンドーア・キャシディ博士）
- CSI:2 ニューヨーク（セシル・アーサー）
- 見えない訪問者 〜ザ・ウィスパーズ〜（ロン・ハーコート）

デニス・ホッパー
- アルゴノーツ 伝説の冒険者たち（ペリアス）
- カジノ・ヒート（チャールズ・アトラス）
- コールド・クロス（ルイス）
- 炎の少女チャーリー:REBORN（リチャードソン）

マルコム・マクダウェル
- Mr.マグー（オースティン・クロケット）
- シカゴ・メッド シーズン3 #9（Dr.マーヴィン・ジャフリー）
- レジェンド・オブ・アロー（ノッティンガムの代官）※NHK版

ラデ・シェルベッジア
- 96時間/リベンジ（ムラド）
- スペース カウボーイ（ヴォストフ将軍）※日本テレビ版
- THE BLACKLIST/ブラックリスト シーズン4 #19（ボグダン・クリロフ医師）

#### 映画
- アーサーとミニモイの不思議な国（ミロ〈ハーヴェイ・カイテル〉、フレデリック・ドゥーサンクレア）
- アイドル・ハンズ（ゲイリー〈フレッド・ウィラード〉）
- アサインメント（アモス〈ベン・キングズレー〉）※ソフト版
- アトミック・トレイン（ボー・ランダル〈エリック・キング〉）※テレビ朝日版
- アナザーワールド鏡の国のアリス（白の騎士〈イアン・ホルム〉）※ソフト版、（赤の騎士）※NHK-BS2版
- アパルーサの決闘（ランダル・ブラッグ〈ジェレミー・アイアンズ〉）
- アメリカン・スウィートハート（ウェルネス・ガイド〈アラン・アーキン〉）
- ある日どこかで（ビールズ[9]）※BSテレ東版
- アンナと王様（アラク将軍）※ソフト版、（クララホム総理大臣〈シード・アルウィ〉）※テレビ東京版
- 怒りの逃亡者 RAGE（ハリー〈ケネス・タイガー〉）※テレビ東京版
- インセクト 変態愛（ハロルド卿〈ジェレミー・ケンプ〉）
- インタビュー・ウィズ・ヴァンパイア（サンティアゴ〈スティーヴン・レイ〉）※テレビ東京版
- インディ・ジョーンズ/魔宮の伝説 ※テレビ朝日版
- インディ・ジョーンズ/最後の聖戦（ウォルター・ドノヴァン〈ジュリアン・グローヴァー〉）※WOWOW版
- インビジブル（ハワード・クレイマー博士〈ウィリアム・ディヴェイン〉）※ソフト版
- URAMI 〜怨み〜（マクリアリー刑事〈トム・アトキンス〉）
- エージェント・コーディ（イップ先生）
- エイリアン3 完全版（ハロルド・アンドリュース所長〈ブライアン・グローヴァー〉）
- エネミー・ライン（フアン・ミゲル・ピケ提督〈ジョアキム・デ・アルメイダ〉）※ソフト版
- エレクション（チュン）
- エンド・オブ・デイズ（エイブル〈ウド・キア〉）※ソフト版、（枢機卿）※テレビ朝日版
- オースティン・パワーズ ゴールドメンバー（スティーヴン・スピルバーグ）
- オープン・シーズン（ゴーディ〈ゴードン・トゥトゥティス〉）
- 王様と私（ジョン・ヘイ大使、船長）※テレビ東京版
- カーマ・スートラ/悦楽の香り（バーツヤーヤナ）
- カーラの結婚宣言（アーニー〈ヘクター・エリゾンド〉）
- 華氏451（キャプテン〈シリル・キューザック〉）※ソフト版
- ギフト（ジェラルド・ウィームス弁護士〈マイケル・ジェッター〉）
- キャプテン・ズーム（ララビー司令官〈リップ・トーン〉）
- 恐怖の報酬（M・ジョー〈シャルル・ヴァネル〉）※テレビ東京版
- キラーコンドーム（ルイジ・マカロニ刑事〈ウド・ザメル〉）
- キルスティン・ダンストの大統領に気をつけろ!（ゴードン・リディ〈ハリー・シェアラー〉）
- グエムル-漢江の怪物-（パク・ヒボン〈ピョン・ヒボン〉）
- 草ぶきの学校（サン校長〈トゥ・ユアン〉）
- クッキー・フォーチュン（レスター・ボイル〈ネッド・ビーティ〉）
- 暗い日曜日（イロナの息子、郵便配達人）
- クリスマス・マジック プレゼントはお天気マシーン（スパーキー〈ビル・ファッガーバッケ〉）
- グレン・ミラー物語（サイ・シュリブマン〈ジョージ・トビアス〉）※テレビ東京版
- グローリー・ロード（アドルフ・ラップ〈ジョン・ヴォイト〉）
- K-911（バイヤーズ部長〈ジェームズ・ハンディ〉）
- ゴースト&ダークネス（サミュエル〈ジョン・カニ〉）
- コールド マウンテン（ティーグ〈レイ・ウィンストン〉）※ソフト版
- 50回目のファースト・キス（キーツ医師〈ダン・エイクロイド〉）
- ゴスフォード・パーク（トンプソン警部〈スティーヴン・フライ〉）
- ゴッドファーザー（モー・グリーン〈アレックス・ロッコ〉）※DVD/BD版、（ドン・フィリップ・タッタリア）※DVD/BD新録版
- ザ・インタープリター（エドモンド・ズワーニ〈アール・キャメロン〉）
- ザ・ディレクター ［市民ケーン］の真実（ジョージ・シェーファー〈ロイ・シャイダー〉）
- サドン・デス（ジョシュア・フォス〈パワーズ・ブース〉）※ソフト版
- サハラ 死の砂漠を脱出せよ（ジェームズ・サンデッカー提督〈ウィリアム・H・メイシー〉）※ソフト版
- ザ・ロイヤル・テネンバウムズ（ラレイ・シンクレア〈ビル・マーレイ〉）
- G.I.ジェーン（セーラム大佐〈スコット・ウィルソン〉）※ソフト版
- シークレット・プラン（バーニー〈バーニー・コペル〉）
- ジェーンに夢中!（ルディ〈リチャード・ブライト〉、ジョニー・ビアンキ〈アーサー・J・ナスカレッラ〉）
- 死ぬまでにしたい10のこと（アンの父〈アルフレッド・モリーナ〉）
- シベリアの理髪師（ラドロフ将軍〈アレクセイ・ペトレンコ〉）
- シャーロック・ホームズ バスカビル家の犬（ジョン・バリモア〈ロン・クック〉）
- ジャッカル（テレク・ムラド〈デヴィッド・ヘイマン〉）※日本テレビ版
- シャレード（エドゥアルド・グランピエール警部〈ジャック・マラン〉）※ソフト版
- 上海から来た女（アーサー・バニスター〈エヴェレット・スローン〉）
- ジョーズ（ラリー・ヴォーン市長〈マーレイ・ハミルトン〉）※ソフト版
- 少林サッカー（ファン〈ン・マンタ〉）※インターナショナル版
- ジョニー・イングリッシュ（クラウス・ヴェンデッタ）※劇場公開版
- 推理作家ポー 最期の5日間（エルダリッジ警部〈ジミー・ユール〉）
- スカーフェイス（メル・バースタイン〈ハリス・ユーリン〉、ペドロ・クイン）※ソフト版
- ストレンジャー（ヘンリー・テイラー〈レン・キャリオー〉）
- スパニッシュ・プリズナー（クライン〈ベン・ギャザラ〉）
- SLOW BURN 伝説のダイヤモンド（フランク〈スチュアート・ウィルソン〉）
- セックス・クラブ（フィル〈ジョエル・グレイ〉）
- 戦場にかける橋（ウォーデン少佐〈ジャック・ホーキンス〉）※ソフト版
- ソウ5（ダン・エリクソン〈マーク・ロルストン〉）
- ソウ6（ダン・エリクソン〈マーク・ロルストン〉）
- 卒業（ミスター・ブラドッグ〈ウィリアム・ダニエルズ〉）※テレビ東京版
- ターミナル（サルチャック〈エディ・ジョーンズ〉）※ソフト版
- 大富豪、大貧民（フィル・クレイマン〈マイケル・ラーナー〉）
- タイムボンバー（テイラー大佐〈リチャード・ジョーダン〉）※日本テレビ版
- ダイヤモンド・イン・パラダイス（ザカリアス）※テレビ東京版
- ダウン（ミリガン〈エドワード・ハーマン〉）※ソフト版
- TAXi2（エドモンド・ベルティノー将軍〈ジャン＝クリストフ・ブーヴェ〉）※ソフト版
- ダドリーの大冒険（スナイドリー〈アルフレッド・モリーナ〉）
- 007シリーズ
  - 007/黄金銃を持つ男（フランシスコ・スカラマンガ〈クリストファー・リー〉）※ソフト版
  - 007/ダイヤモンドは永遠に（エルンスト・スタヴロ・ブロフェルド〈チャールズ・グレイ〉[10]）※ソフト版
  - 007/消されたライセンス（ミルトン・クレスト〈アンソニー・ザーブ〉）※DVD・BD版
  - 007/トゥモロー・ネバー・ダイ（ステルス艦長）※フジテレビ版
  - 007/慰めの報酬（ルネ・マティス〈ジャンカルロ・ジャンニーニ〉）※BSジャパン版
- 小さな巨人（メリウェザー〈マーティン・バルサム〉）※ソフト版
- 小さな中国のお針子（村長〈ワン・シュアンパオ〉）
- 小さな目撃者（ルドルフ・ハートマン〈マイケル・チクリス〉）
- チェーン・オブ・ファイア（ジョン〈レイ・リオッタ〉）
- チャーリーズ・エンジェル（コーウィン〈ティム・カリー〉）※テレビ朝日版
- 超常殺人者2（サム〈パトリック・ボーショー〉）
- 沈黙の断崖（ボブ・グッドール神父〈リヴォン・ヘルム〉）※ソフト版
- 沈黙の標的（ウォン・ダイ〈チョーイ・ケン・ペー〉）
- ディープ・ライジング（マイケル〈ダニー・キーオ〉）
- テイキング・ライブス（ルクレア〈チェッキー・カリョ〉）※テレビ朝日版
- テイラー・オブ・パナマ（ラックスモア〈デヴィッド・ヘイマン〉）
- ティント・ブラス 秘蜜（ウーゴ）
- デュカネ U-461の謎（エリック〈ボード・オーヴェ〉）
- 電話で抱きしめて（ルー・モゼル〈ウォルター・マッソー〉）
- トータル・フィアーズ（アナトーリ・グルシュコフ〈マイケル・バーン〉）※ソフト版
- トゥームレイダー（イルミナーティの長〈リチャード・ジョンソン〉）※フジテレビ版・テレビ朝日版
- トゥームレイダー2（ガス・ペトラッキ〈ジョニー・コイン〉）※テレビ朝日版
- 遠い国（ユーコン・サム〈エディ・ウォーラー〉、ドク・ヴァロン）※ソフト版
- 遠すぎた橋（フレデリック・ブラウニング中将〈ダーク・ボガード〉）※ソフト版
- ドクター・ジャガバンドー（ジェラルド・アダムス〈スティーヴン・ルート〉）
- ドクトル・ジバゴ（アレクサンダー・グロメコ）
- トミー&タペンス 秘密機関（カーター〈ピーター・バークワース〉）
- ドラゴンハート 新たなる旅立ち（クワン〈ヘンリー・O〉）
- トレジャー・バディーズ/小さな5匹の大冒険（トーマス・ハワード〈リチャード・リール〉）
- パール・ハーバー（サーマン〈ダン・エイクロイド〉）※テレビ朝日版
- パイレーツ・オブ・カリビアンシリーズ（ピンテル〈リー・アレンバーグ〉）
  - パイレーツ・オブ・カリビアン/呪われた海賊たち
  - パイレーツ・オブ・カリビアン/デッドマンズ・チェスト
  - パイレーツ・オブ・カリビアン/ワールド・エンド[11]
- ハムナプトラ/失われた砂漠の都（ウィンストン〈バーナード・フォックス〉）※日本テレビ版
- ハムナプトラ2/黄金のピラミッド（ハフェズ館長〈アラン・アームストロング〉）※フジテレビ版
- ハロウィーンタウン3 カーニバルは大騒動（エドガー・ダロウェイ議長）
- ビーグル犬 シャイロ（ジャド・トラバース〈スコット・ウィルソン〉）
- 光の旅人 K-PAX（ハウイー〈デヴィッド・パトリック・ケリー〉）
- 瞳の奥の秘密（ロマーノ〈マリアーノ・アルジェント〉）
- ひとりっ娘2（ヴィンツェンツォ〈フィリップ・ボスコ〉）
- ビフォア・ミッドナイト（パトリック〈ウォルター・ラサリー〉）
- 秘密と嘘（スチュアート〈ロン・クック〉）
- ファミリー・ツリー（スコット・ソーソン〈ロバート・フォスター〉）
- フィースト2/怪物復活（バーテン〈クルー・ギャラガー〉）
- フィースト3/最終決戦（バーテン〈クルー・ギャラガー〉）
- フィフス・エレメント（ヴィト・コーネリアス神父〈イアン・ホルム〉）※新ソフト版
- 風雲 ストームライダーズ（泥菩薩〈ライ・イウチョン〉）
- ブラック・ナイト（ノルティ〈トム・ウィルキンソン〉）
- プランケット&マクレーン（チャンス卿〈ケン・ストット〉）
- プリティ・ヘレン
- プルーフ・オブ・ライフ（テッド・フェルナー〈アンソニー・ヒールド〉）
- ブロークン・アロー（ウィルキンズ将軍〈デルロイ・リンドー〉）※テレビ朝日版
- ペイチェック 消された記憶（ブラウン司法長官）※ソフト版
- ペイバック（フィル〈ジョン・グローヴァー〉）※日本テレビ版
- 北京ヴァイオリン（リウ・チェン〈リウ・ペイチー〉）
- ヘブン・アンド・アース 天地英雄（安〈ワン・シュエチー〉）
- ボイスレター（ブリンカー〈ブルース・マッギル〉）※ソフト版
- 星降る夜のリストランテ（ディ・フォンツィ教授〈ジャンカルロ・ジャンニーニ〉）
- ポストマン（ブリスコー保安官〈ダニエル・フォン・バーゲン〉）※フジテレビ版
- ホワイト・ファング（スカンカー〈シーモア・カッセル〉）※NHK版
- マイ・ネーム・イズ・ジョー（ジョー・カヴァナー〈ピーター・マラン〉）
- マザー・テレサ（ペリエ大司教〈ギレルモ・アエサ〉）
- マスク2（ニューマン博士〈ベン・スタイン〉）※日本テレビ版
- マネー・トレイン（ドナルド・パターソン局長〈ロバート・ブレイク〉）※ソフト版
- ミオとミラミス 勇者の剣（聖霊 / 刀鍛冶〈スベレ・アンカー・オースダル〉）
- みなさん、さようなら（クロード〈イヴ・ジャック〉）
- ミュンヘン（エフライム〈ジェフリー・ラッシュ〉）
- ミラクル（ドクター・ナゴバッツ〈ケネス・ウェルシュ〉）
- ミラクル・アドベンチャー/カザーン（マリク〈マーシャル・マネシュ〉）
- めまい（ポップ）※BD版
- Uターン（盲目の男〈ジョン・ヴォイト〉）
- LIFE!/ライフ（船長）※劇場公開版
- ラウンダーズ（テディKGB〈ジョン・マルコヴィッチ〉）
- ラスト・チャンスをあなたに（ベニー・モラン）
- ランダウン ロッキング・ザ・アマゾン（ビリー・ウォーカー〈ウィリアム・ラッキング〉）※テレビ東京版
- ルトガー・ハウアー 処刑脱獄（ミッチェル〈ジョン・ベア・カーティス〉）※テレビ東京版
- レジェンド・オブ・フォール/果てしなき想い（ウィリアム・ラドロー大佐〈アンソニー・ホプキンス〉）※BD版
- レッド・ステイト（アビン・クーパー〈マイケル・パークス〉）
- レディ・キラーズ（将軍〈ツィ・マー〉）
- ロード・トゥ・パーディション（ニッティ〈スタンリー・トゥッチ〉）
- ロスト・ハイウェイ（ミステリー・マン〈ロバート・ブレイク〉）
- ロボコップ3（カネミツ〈マコ岩松〉）※テレビ朝日版
- ロマンシング・アドベンチャー/キング・ソロモンの秘宝（ボックナー大佐〈ハーバート・ロム〉）※テレビ東京版
- ロミオとジュリエット（ロレンス神父〈ミオ・オーシャ〉）※テレビ東京版
- ワイルド・レンジ 最後の銃撃（デントン・バクスター〈マイケル・ガンボン〉）
- 私の頭の中の消しゴム（ファン会長〈イ・ハン〉）※フジテレビ版

#### ドラマ
- アガサ・クリスティー ミス・マープル
  - 予告殺人（アーチー・イースターブルック大佐〈ロバート・ピュー〉）
  - 復讐の女神（マシュー・ブロードリブ〈グレアム・ガーデン〉）
  - 蒼ざめた馬（ロジャー・ヴェナブルズ〈ジョナサン・ケイク〉）
- アグリー・ベティ3（カル・ハートリー氏〈デヴィッド・ラッシュ〉）
- アメリカン・ホラー・ストーリー アサイラム（アーデン医師〈ジェームズ・クロムウェル〉）
- ER緊急救命室
  - シーズンVII（脳神経外科医〈マーク・フッター〉）#8
  - シーズンⅨ（ガーバー）#9
  - シーズンX（ハーマン〈デヴィッド・J・パーティントン〉）#3
  - シーズンXI（ブロースキー〈マイケル・P・バーンズ〉）#14
  - シーズンXIII（ミッチェル〈クライド・クサツ〉）#15
  - シーズンXV（テディ・レンペル〈ウォーレス・ショーン〉）#16
- WITHOUT A TRACE/FBI 失踪者を追え!（フォーク医師〈ジェームズ・ハンディ〉）
- エイリアス 2重スパイの女（イエニー・ハッサン〈アーロン・イペール〉）
- エド 人生のスプリット（ニック・スタントン〈グレゴリー・ハリソン〉）
- NYPDブルー（ジェームズ・シンクレア弁護士〈ダニエル・ベンザリ〉）
- NCIS 〜ネイビー犯罪捜査班（カシム・セディア大使）
- エレメンタリー ホームズ&ワトソン in NY
  - シーズン3 #17（エイブラハム・ミズラキ〈マーク・マーゴリス〉）
  - シーズン4 #11（ニール・ダノン〈ジョン・フィン〉）
- おまかせアレックス（ビンス〈ジョン・マージリー〉）
- 仮面の王 イ・ソン
- 華麗なるペテン師たち（アンソニー・リーヴス卿〈デイビット・ハイ〉）
- 奇皇后 〜ふたつの愛 涙の誓い〜
- 騎馬警官（ドクター・マーティンズ、フランシス・ボルト〈レイ・バーク〉）
- グッド・ワイフ（クロイツァー〈マーク・ブルーム〉）
- クリミナル・マインド7 FBI行動分析課（ロン・マッシー少佐〈ルネ・オーベルジョノワ〉）
- 刑事ナッシュ・ブリッジス
  - シーズン2 #20（フリオ・セラーノ〈トニー・ジェナロ〉）
  - シーズン6（アーバンスキー警部補〈ビル・スミトロヴィッチ〉）
- 刑事フォイル（アラン・レドマンド医師〈クライヴ・メリソン〉）
- コールドケース（ジョン・スティルマン〈ジョン・フィン〉）
- ザ・パシフィック（トム・スメー）
- ザ・ホスピタル（チェン・ティン〈チャン・クイ〉）
- ザ・ホワイトハウス（スタンリー・キーワース医師〈アダム・アーキン〉、ロジャー・トリビー）
- CSI:マイアミ7（ジョセフ・サルーチ〈ジェームズ・ルッソ〉）#6
- CSI:3 科学捜査班（車椅子の小男〈ダニー・ウッドバーン〉）#4
- CSI:6 科学捜査班（ハリー・デスモンド〈ミッチ・ピレッジ〉）#12
- シカゴ・メッド（ディヴッド・ダウニー〈グレッグ・ヘンリー〉）
- シナリオライターは君だ!（クラッパーチェンコ）
- SHERLOCK（シャーロック）（ジェームズ・ショルトー少佐〈アリステア・ペトリー〉）
- 主任警部モース ウッドストック行き最終バス（バーナード・クローザー）
- ジョーイ シーズン2 #3・6（ベンジャミン・ロックウッド〈ジョン・ラロケット〉）、#20（ジェームズ・リプトン）
- 死霊伝説 セーラムズ・ロット（エド・”ウィーゼル”・クレイグ）
- 新・刑事コロンボ 死を呼ぶジグソー（ブラムリー・カーン〈エドワード・ハイバート〉）
- 心理探偵フィッツ（ケネス・トラント校長〈ジム・カーター〉）
- 私立探偵マグナム（ハリー・ブラウン〈ウィリアム・フォーサイス〉）
- スティーブン・キングの悪魔の嵐（ジョージ・カービー、リギンズ牧師）※NHK版
- ストライクバック2:極秘ミッション
- 第一容疑者3 朽ちた野望（ブライアン・ダルトン警部補）
- 第一容疑者5 死のゲーム（ポール・エンディコット）
- 大草原のかなたに〜ローラ・ワイルダー物語（ブッチ氏）
- チャームド 〜魔女3姉妹〜（長老〈ジョン〉）
- デスパレートな妻たち（バート・ゴールドファイン〈サム・ロイド〉）
- TVキャスター マーフィー・ブラウン（パット・オシェイ〈グレゴリー・プロカッシーノ〉）
- ナイトメア3 〜最終章〜（ジャレッド〈ブライアン・コックス〉）
- バーン・ノーティス 元スパイの逆襲（クリップ・コーワン〈リチャード・シフ〉）
- ハウス・オブ・カード 野望の階段（ダグ・スタンパー〈マイケル・ケリー〉）
- パパにはヒ・ミ・ツ シーズン1 #22（ジェイク・フィッシャー）
- ハリーズ・ロー 裏通り法律事務所
- HAWAII FIVE-0
  - シーズン2 #15（リック・ピーターソン〈ピーター・グリーン〉）
  - シーズン3 #21（タイラー・ケイン〈クレイグ・T・ネルソン〉）
  - シーズン5 #10（ハリー・ブラウン〈ウィリアム・フォーサイス〉）
- フェーム/青春の旅立ち（クランドル先生）※追加収録部分
- フォーリング スカイズ（アーサー・マンチェスター〈テリー・オクィン〉）
- ふたりは最高!ダーマ&グレッグ シーズン3 #8（カール）
- ふたりは友達? ウィル&グレイス（ジョージ・マーシャル〈ペリー・キング〉）
- 不滅の恋人（ヤンアン大君〈ソン・ビョンホ〉[12]）
- THE BLACKLIST/ブラックリスト
  - シーズン1 #1（ダニエル・ライカン将軍〈チャンス・ケリー〉）
  - シーズン6 #13（ロバート・ヴェスコ〈ステイシー・キーチ〉）
- ブレイキング・バッド（ホアン・ボルサ〈ハビエル・グラヘダ〉）
- フレンズ（セオドア・ハニガン〈グレゴリー・イッツェン〉）
- ヘチ　王座への道（チョ・テグ　＜ソン・ビョンホ＞）
- ホーンブロワー 海の勇者（キャプテン・フォルジェ〈ヴィンセント・グラス〉）
- ホテル・バビロン（アブドゥラ）
- マードック・ミステリー 〜刑事マードックの捜査ファイル〜（ドクター・バーキンス）
- マトロック #2（オートリー）
- ミステリー・グースバンプス（スタンレー〈マイケル・コープマン〉）
- 名探偵ポワロ ナイルに死す（アンドルー・ペニントン〈デヴィッド・ソウル〉）※NHK版
- 名探偵モンク（ウォーレン・セントクレア〈マイケル・ホーガン〉）
- 名探偵モンク7（スタンリー・グリーン・ブラッド）
- THE MENTALIST メンタリストの捜査ファイル4（ジェッド・スタック〈スティーブ・ランキン〉）
- メントーズ（フィニアス・テイラー・バーナム〈ヒース・ランバース〉）
- モール・フランダース 運命の女（ダニエル・ドーキンス〈クリストファー・フルフォード〉）
- UCアンダーカバー 特殊捜査班（クイト・レアル〈ビング・ラムス〉）
- 楊家将（韓延寿）
- ライブラリアン（ジャドソン〈ボブ・ニューハート〉）
- リゾーリ&アイルズ6（マーク・マクファデン元刑事〈ウィングス・ハウザー〉）
- レバレッジ 〜詐欺師たちの流儀（ペンザー）
- 私はラブ・リーガル4（ラリー〈ジョン・ラッツェンバーガー〉）

#### アニメ
- アーリーマン 〜ダグと仲間のキックオフ!〜（ボブナー長老[13]）
- アドベンチャー・タイム（原っぱの魔法使い）
- オーバン・スターレーサーズ (カナレット)
- ザ・シンプソンズ（キース・リチャーズ）
- シザー・セブン（チェンおじさん）
- 少女チャングムの夢（カン・ドック）
- スクルージ:クリスマス・キャロル（フェジウィッグ）
- トイ・ストーリーシリーズ
  - トイ・ストーリー2（ザーグ、修理屋のゲーリーじいさん）
  - レックスはお風呂の王様（サッズ船長）
- バットマン:ブレイブ&ボールド（ワイルドキャット）
- パワーパフガールズ ザ・ファイト・ビフォア・クリスマス（サンタクロース / サンタクロースの玩具）
- ホートン/ふしぎな世界のダレダーレ（議長）

#### その他
- ホテル・ヘル2 熱血!再生プロジェクト（ホテルチェスター オーナー「デヴィッド・モレンドー」）

### テレビアニメ
1997年
- EAT-MAN（ゾルミン）

1999年
- アークザラッド（ビビガ）

2001年
- 旋風の用心棒（佐藤刑事）

2002年
- ペコラ（ペコリウス）

2004年
- MONSTER（ブローカー、ベルクバッハのオーナー）

2005年
- アイシールド21（ムサシの父）
- プレイボール（2005年 - 2006年、谷口の父） - 2シリーズ

2006年
- オーバン・スターレーサーズ（カナレット）
- 牙 -KIBA-（セバスチャン）
- 蒼天の拳（李永建）
- 太陽の黙示録（尾津）

2007年
- CLAYMORE（カマリ司教）

2008年
- ゴルゴ13（情報屋）
- ミチコとハッチン（ホアン）

2010年
- HEROMAN（主席補佐官）

2014年
- 山賊の娘ローニャ（スカッレ・ペール）
- 蟲師 続章（村人）

2016年
- サザエさん（2016年 - 2025年、易者の男、棟梁〈2代目〉、甚五郎 ほか）

2018年
- バジリスク 〜桜花忍法帖〜（涅哩底王）

2020年
- GO!GO!アトム

### 劇場アニメ
- 劇場版 NARUTO -ナルト- 大興奮!みかづき島のアニマル騒動だってばよ（2006年、シャバダバ）
- パッテンライ!! 〜南の島の水ものがたり〜（2008年）[17]
- 岬のマヨイガ（2021年、猿ヶ石川の河童）

### Webアニメ
- ベイウォーリアーズ サイボーグ（2015年、バーガス将軍）
- 無限の住人-IMMORTAL-（2019年 - 2020年、果心居士）
- 日本沈没2020（2020年、疋田国夫[18]）

### ドラマCD
- 最遊記RELOAD 埋葬編（侍覚）

### ボイスオーバー
- BS世界のドキュメンタリー（NHK-BS）
- 地球ドラマチック（NHK教育）
  - 「古代人類ミステリー インドネシア 謎の小型原人」（2005年）
  - 「スペース・ツーリスト 〜宇宙ビジネス最前線〜」（2006年）
- ロイヤル・スキャンダル 〜エリザベス女王の苦悩〜（2012年、デニス・スキナーの声）

### その他
- 吉田類の酒場放浪記（2015年4月20日、#659「飯田橋『樽八』」BS-TBS）